# Cleppé
Cleppé est une commune française située dans le département de la Loire en région Auvergne-Rhône-Alpes.

## Géographie
Cleppé fait partie du Forez. Situé près de la commune de Feurs, de l'autre côté du fleuve Loire, à environ 5 km, Cleppé fait même partie de son intercommunalité.
Les habitants de Cleppé sont les Clepperots et les Clepperotes.
Cleppé à la particularité d'être coupé en trois bourgs : le Bourg (centre du village historique, près des vestiges du château) ; Naconne, à quelque 2 km en direction de Feurs et l'Olme, autre bourg en direction de Montbrison qui flirte avec Poncins petite commune voisine. La proximité avec cette commune est telle que beaucoup de Clepperots se sentent plus "proches" de Poncins, d'autant que l'Olme se trouve géographiquement de l'autre côté de l'autoroute et de la nationale.
Le péage d'autoroute sortie "Feurs" est en fait sur la commune de Cleppé au lieu-dit le Marais.
Cleppé est en effet coupé par l'autoroute, coupé par la route nationale et enfin pour des raisons historiques, coupé par le fleuve Loire lui-même puisque quelques fermes sont isolées sur le lieu-dit qui porte bien le nom de l'Ile.
Plusieurs lotissements ont fait évoluer considérablement la taille de la commune, passée du statut de commune rurale à une commune de logement pour personnes travaillant en ville, en majorité.
| Mizérieux                | Épercieux-Saint-Paul | Civens |
| Sainte-Foy-Saint-Sulpice | Cleppé               |        |
| Poncins                  |                      | Feurs  |

### Climat
Pour des articles plus généraux, voir Climat d'Auvergne-Rhône-Alpes et Climat de la Loire.
En 2010, le climat de la commune est de type climat océanique dégradé des plaines du Centre et du Nord, selon une étude du Centre national de la recherche scientifique s'appuyant sur une série de données couvrant la période 1971-2000. En 2020, Météo-France publie une typologie des climats de la France métropolitaine dans laquelle la commune est exposée à un climat de montagne ou de marges de montagne et est dans la région climatique Nord-est du Massif Central, caractérisée par une pluviométrie annuelle de 800 à 1 200 mm, bien répartie dans l’année.
Pour la période 1971-2000, la température annuelle moyenne est de 10,8 °C, avec une amplitude thermique annuelle de 16,8 °C. Le cumul annuel moyen de précipitations est de 684 mm, avec 8 jours de précipitations en janvier et 6,4 jours en juillet. Pour la période 1991-2020, la température moyenne annuelle observée sur la station météorologique de Météo-France la plus proche, « Feurs », sur la commune de Feurs à 5 km à vol d'oiseau, est de 12,1 °C et le cumul annuel moyen de précipitations est de 650,3 mm,. Pour l'avenir, les paramètres climatiques de la commune estimés pour 2050 selon différents scénarios d'émission de gaz à effet de serre sont consultables sur un site dédié publié par Météo-France en novembre 2022.

## Urbanisme

### Typologie
Au 1er janvier 2024, Cleppé est catégorisée commune rurale à habitat dispersé, selon la nouvelle grille communale de densité à sept niveaux définie par l'Insee en 2022.
Elle est située hors unité urbaine. Par ailleurs la commune fait partie de l'aire d'attraction de Feurs, dont elle est une commune de la couronne,. Cette aire, qui regroupe 16 communes, est catégorisée dans les aires de moins de 50 000 habitants,.

### Occupation des sols
L'occupation des sols de la commune, telle qu'elle ressort de la base de données européenne d’occupation biophysique des sols Corine Land Cover (CLC), est marquée par l'importance des territoires agricoles (73 % en 2018), en diminution par rapport à 1990 (78,4 %). La répartition détaillée en 2018 est la suivante : 
prairies (38,1 %), terres arables (22,4 %), forêts (15,3 %), zones agricoles hétérogènes (12,6 %), zones urbanisées (3,8 %), eaux continentales (2,7 %), espaces verts artificialisés, non agricoles (2,2 %), zones industrielles ou commerciales et réseaux de communication (1,7 %), mines, décharges et chantiers (1,4 %). L'évolution de l’occupation des sols de la commune et de ses infrastructures peut être observée sur les différentes représentations cartographiques du territoire : la carte de Cassini (XVIIIe siècle), la carte d'état-major (1820-1866) et les cartes ou photos aériennes de l'IGN pour la période actuelle (1950 à aujourd'hui).

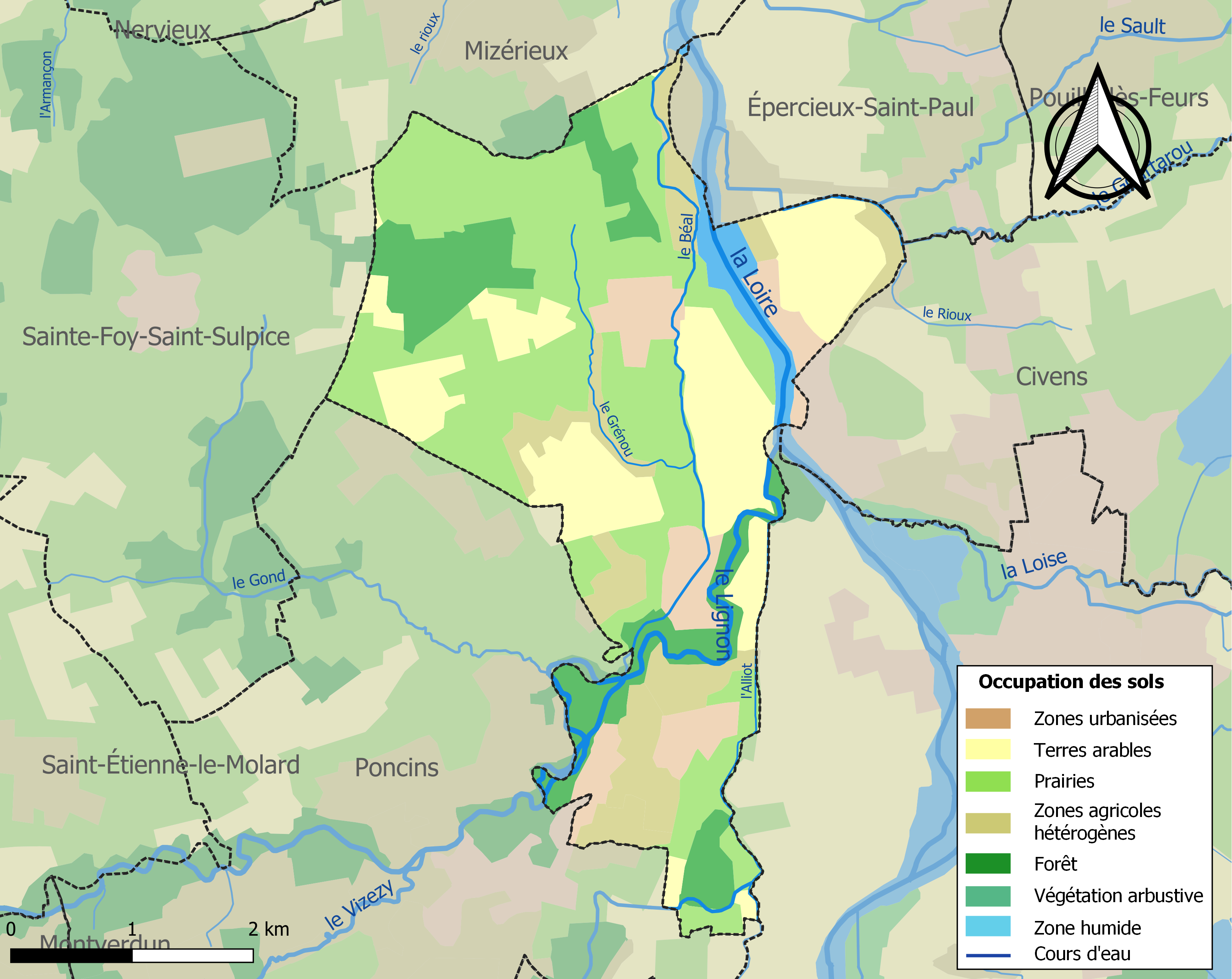
Carte des infrastructures et de l'occupation des sols de la commune en 2018 (CLC).

## Histoire

### Antiquité
120 silex ont été découverts à la Celle Saint-Martin.
Des fouilles archéologiques menées entre 1978 et 1980 ont mis au jour deux fossés perpendiculaires ayant conservé du mobilier (amphores, céramiques) attestant d'une occupation continue de la fin du IIe siècle av. J.-C. à la période augustéenne.

### Moyen-Âge

#### Le prieuré Saint-Bonnet
Un prieuré est fondé à Cleppé par Guillaume, comte de Lyon, vers 926[réf. souhaitée].
Le prieuré de la Celle-Saint-Martin en Forez et église Saint-Bonnet de Cleppé sont cités dans les possessions de l'abbaye de l'Île Barbe dès 971,.
Anne Dauphine, comtesse du Forez, agrandit le prieuré en 1414.
Il est en ruine vers 1741.

#### Le château de Cleppé

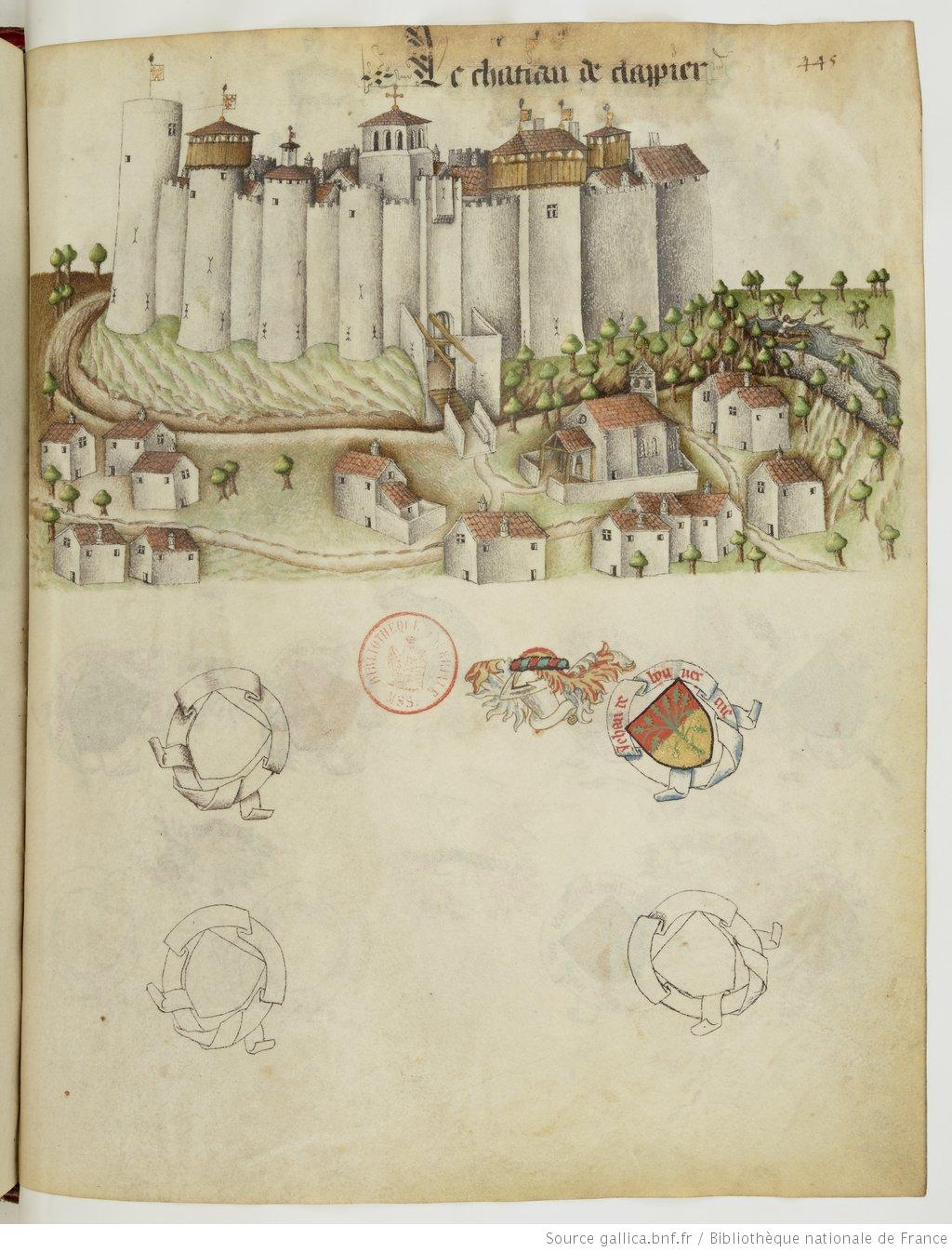
Cleppé dans l'armorial de Revel.

En 1167, le roi Louis VII accorde au comte Guy II de Forez, alors en conflit avec l'archevêque de Lyon, les droits régaliens sur un certain nombre de châteaux dont celui de Cleppé.
À partir du XIIIe siècle, les comtes de Forez vont se servir de Cleppé pour asseoir les revenus de membres de leur famille, en particulier les veuves et les filles des comtes de Forez. C'est d'abord Jeanne de Montfort l'Amaury qui y séjourne, puis Isabeau, fille de Jeanne de Montfort, sœur de Jean Ier. À sa mort en 1300, le château revient à Renaud II, seigneur de Malleval et de Cleppé.
Le comté de Forez passe aux mains des ducs de Bourbon en 1372. La comtesse Jeanne de Bourbon vit au château de Cleppé une vingtaine d'années puisqu'elle y meurt en 1402 âgée de 92 ans.
Sa petite-fille Anne Dauphine, duchesse et comtesse, y réside aussi souvent lors des absences de son mari, puis devenue veuve, elle se retire à Cleppé. Elle y fait faire des embellissements. La duchesse, comme sa grand-mère, meurt à Cleppé en 1417.
Après la mort d'Anne Dauphine, le château ne sert plus que pour les rendez-vous de chasse. Les ducs de Bourbon résident à Moulins ou à Paris et Cleppé n'est qu'un des nombreux châteaux des ducs.
Le 27 octobre 1452, un important traité est signé à Cleppé entre le roi de France Charles VII et le duc de Savoie. Le roi Charles VII vient recevoir la soumission de son fils, le futur Louis XI (qui complote contre son père avec le duc de Savoie dont il a épousé la fille sans son consentement) et fait en même temps signer un traité de non-agression et de coopération avec le duc de Savoie. Après plusieurs entrevues, on arrange les conditions du mariage du dauphin qui sont approuvées et le roi accorde sa fille Yolande au duc Louis de Savoie. Le mariage est célébré dans l'église du prieuré de Cleppé qui servait de chapelle au château et donne lieu à des fêtes somptueuses.
Plus tard, après la réunion du comté de Forez au royaume de France sous François Ier, un grand nombre de châteaux sont engagés à des particuliers moyennant finances. En 1543, le château de Cleppé est engagé à un marchand de Lyon, Jean Paffy, puis à plusieurs autres seigneurs engagistes. 
Le château est démantelé par Richelieu au début du XVIIe siècle.
Un inventaire de 1667 nous apprend que, du château de Cleppé subsistent encore trois tours reliées entre elles par une muraille et une quatrième en ruines. Les habitants s'en sont servis de carrière de pierres. 
En 1750 il est définitivement vendu à Aymé Joseph Bert qui le revendit en 1768 à Abraham de Thélis, comte de Chatel, lieutenant aux gardes françaises. En 1862, M Godard est propriétaire des ruines de Cleppé. Il démolit une partie de la petite tour et les derniers débris de la conciergerie pour se servir des matériaux afin de construire une maison. Seule la plus haute des tours est épargnée, presque intacte.

## Politique et administration
| Période                                  | Période                   | Identité                                       | Étiquette | Qualité |
| ---------------------------------------- | ------------------------- | ---------------------------------------------- | --------- | ------- |
| Les données manquantes sont à compléter. |                           |                                                |           |         |
| avant 1988                               | ?                         | Albert Jacquet                                 |           |         |
| mars 2001                                | 2014                      | Philippe Pignard                               |           |         |
| mars 2014                                | En cours (au 25 mai 2020) | Simone Couble, Réélue pour le mandat 2020-2026 |           |         |

## Démographie
L'évolution du nombre d'habitants est connue à travers les recensements de la population effectués dans la commune depuis 1793. Pour les communes de moins de 10 000 habitants, une enquête de recensement portant sur toute la population est réalisée tous les cinq ans, les populations de référence des années intermédiaires étant quant à elles estimées par interpolation ou extrapolation. Pour la commune, le premier recensement exhaustif entrant dans le cadre du nouveau dispositif a été réalisé en 2007.

En 2022, la commune comptait 555 habitants, en évolution de +2,02 % par rapport à 2016 (Loire : +1,32 %, France hors Mayotte : +2,11 %).
| 1793 | 1800 | 1806 | 1821 | 1831 | 1836 | 1841 | 1846 | 1851 |
| ---- | ---- | ---- | ---- | ---- | ---- | ---- | ---- | ---- |
| 540  | 533  | 416  | 475  | 460  | 466  | 494  | 537  | 519  |

| 1856 | 1861 | 1866 | 1872 | 1876 | 1881 | 1886 | 1891 | 1896 |
| ---- | ---- | ---- | ---- | ---- | ---- | ---- | ---- | ---- |
| 534  | 527  | 541  | 545  | 593  | 583  | 630  | 635  | 602  |

| 1901 | 1906 | 1911 | 1921 | 1926 | 1931 | 1936 | 1946 | 1954 |
| ---- | ---- | ---- | ---- | ---- | ---- | ---- | ---- | ---- |
| 587  | 611  | 574  | 489  | 448  | 417  | 418  | 425  | 435  |

| 1962 | 1968 | 1975 | 1982 | 1990 | 1999 | 2006 | 2007 | 2012 |
| ---- | ---- | ---- | ---- | ---- | ---- | ---- | ---- | ---- |
| 404  | 456  | 409  | 360  | 404  | 454  | 540  | 552  | 570  |

| 2017 | 2022 | - | - | - | - | - | - | - |
| ---- | ---- | - | - | - | - | - | - | - |
| 529  | 555  | - | - | - | - | - | - | - |

## Culture locale et patrimoine

### Lieux et monuments

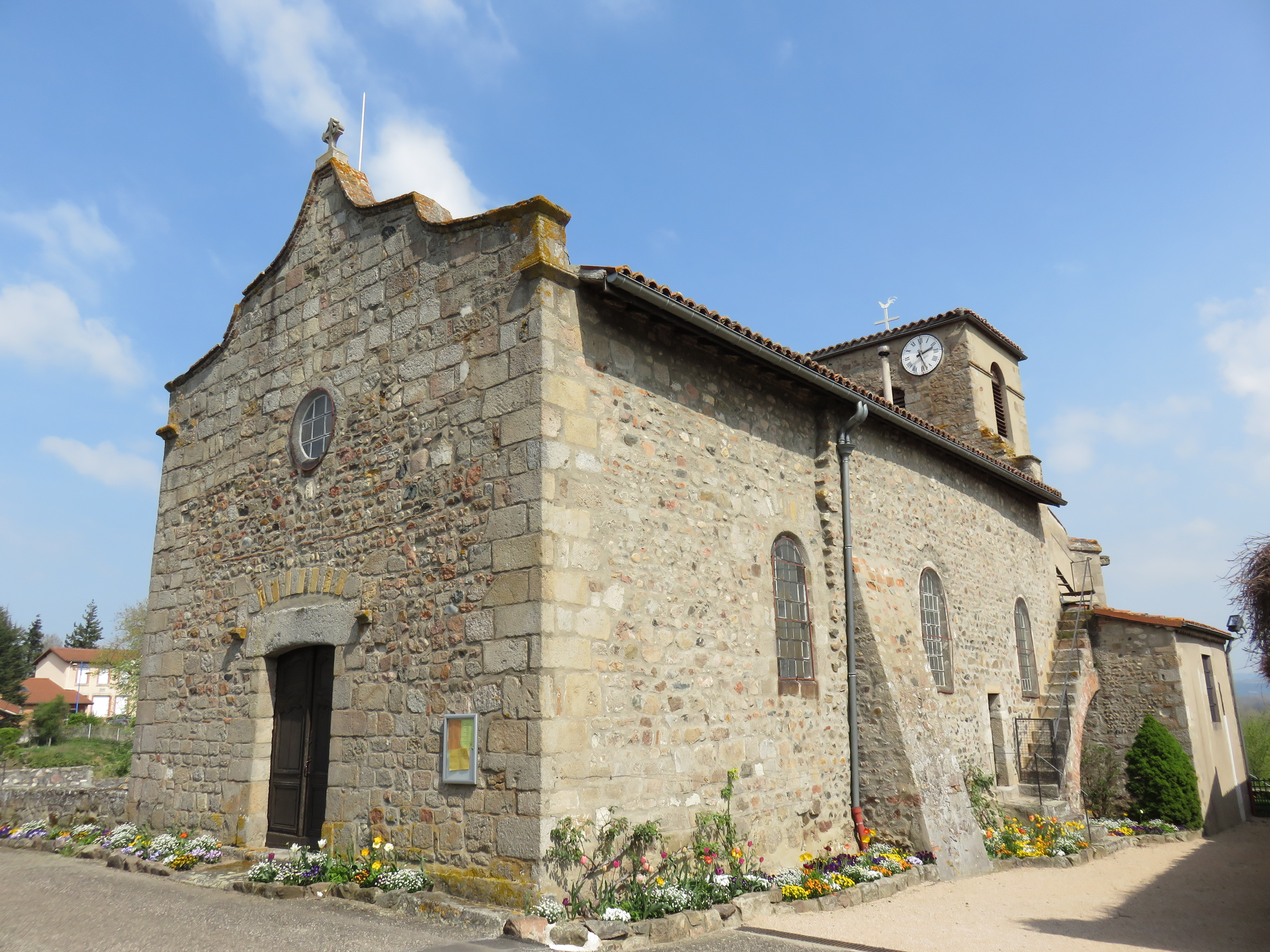
L'église de la Nativité-de-Notre-Dame.

- La tour de Cleppé : unique vestige visible du château médiéval de Cleppé, situé en plein centre du bourg près de la mairie. Un prieuré placé sous le vocable de Saint-Bonnet, dépendant de l'abbaye de l'Ile-Barbe, se trouvait à l'intérieur de l'enceinte.
- Église de la Nativité-de-Notre-Dame de Cleppé.

### Espaces verts et fleurissement
En 2014, la commune obtient le niveau « une fleur » au concours des villes et villages fleuris.

### Personnalités liées à la commune
- René Brouillet (1909-1992), résistant, diplomate, directeur de cabinet du général de Gaulle, membre du Conseil constitutionnel, est né à Cleppé.